# Astragalus gruinus
Astragalus gruinus es una especie de planta del género Astragalus, de la familia de las leguminosas, orden Fabales.

## Distribución
Astragalus gruinus se distribuye por México.

## Taxonomía
Fue descrita científicamente por Barneby. Fue publicada en Mem. New York Bot. Gard. 13(2): 847 (1964).